# Börkur Sigþórsson
Börkur Sigþórsson, auch Börkur Sigthorsson, ist ein isländischer Fotograf, Kameramann, Drehbuchautor und Filmregisseur. Sigþórsson lebt in Island und in London.

## Leben
Börkur Sigþórsson arbeitete als Fotograf u. a. für Nike (UK), Honda (UK), The Guardian (UK) und Fortum (Schweden).
Er drehte Musikvideos für Richard Ashcroft, Gus Gus, Supergrass und die isländische Rockgruppe Mínus.
2002 war er als Kameramann und Drehbuchautor an dem Film Reykjavik Guesthouse: Rent a Bike, beteiligt. Der Film war die erste Regiearbeit der beiden isländischen Schauspieler Bjorn Thors und Unnur Osp Stefansdottir und wurde 2002 auf dem Montreal World Film Festival gezeigt. 2012 wurde er für den Kurzfilm Come to Harm mit einem Edda als Regisseur des Jahres ausgezeichnet und erhielt u. a. eine Nominierung für den besten Kurzfilm auf dem Chicago International Film Festival 2012. 2017 war er Regisseur der Folge Bett zehn der britischen Fernsehserie Der junge Inspektor Morse. Für eine weitere britische Krimi-Serie, Baptiste, ein Spin-off von The Missing, drehte er drei Folgen und ab 2018 sieben Folgen der isländischen Krimi-Serie Trapped – Gefangen in Island.